# Journal de 13 heures (La Cinq)
Le Journal de 13 heures (symbolisé Le Journal par satellite 13.00), Le Journal de 12h30, puis Le Journal de 12h45, est un journal télévisé français quotidien diffusé à la mi-journée en direct du 14 septembre 1987 au 12 avril 1992 sur La Cinq.

## Histoire
Le 23 février 1987, la CNCL attribue pour dix ans la concession de service public sur le cinquième réseau hertzien national à la société d'exploitation de La Cinq. Robert Hersant entre alors au capital de La Cinq en tant qu'opérateur principal de la chaîne et nomme Philippe Ramond directeur général. Les deux hommes misent sur l’information et engagent au printemps 1987 Patrice Duhamel comme directeur de l’information, le chargeant de constituer une rédaction placée sous l'autorité de Jacques Hébert. Cette toute nouvelle rédaction s’installe au 241, boulevard Pereire à Paris, dans un ancien garage Renault devenu le siège de la chaîne. Autour de figures déjà connues des téléspectateurs, comme Jean-Claude Bourret ou Marie-France Cubadda venus de TF1, une équipe de jeunes journalistes va s’efforcer de créer chaque jour, à partir du 14 septembre 1987, cinq éditions du journal télévisé au ton résolument direct et novateur.

## Concept
Reprenant en partie le concept et l'horaire d'Antenne 2 Midi, le journal de la mi-journée de La Cinq se compose de deux éditions et est intitulé en 1987 Le Journal Magazine de Jean-Claude Bourret :
Le Journal de 12h30 proposant un tour de vue de l'actualité, une partie "magazine", et un Duel sur La Cinq opposant deux débatteurs sur un sujet d'actualité. Suivi par Le Journal de 13h00.
- Duel sur la Cinq : Jean-Claude Bourret y crée la première émission de TV entièrement interactive, Duel sur la Cinq : les téléspectateurs peuvent voter chaque jour (par téléphone et Minitel) et choisir le débatteur qui les a le plus convaincus[3], une méthode astucieuse pour habituer le téléspectateur à utiliser son Minitel, puis participer à des jeux et faire gagner de l'argent à la chaîne[4].

### Evolution
Après des réserves émises par le CSA quant à la représentativité d'un vote téléphonique, le nouvel actionnaire Hachette supprime le débat et le Télévote. A cette occasion Bourret demande aux téléspectateurs le 7 décembre 1990 si "« Duel sur la 5 » c'était bien ou nul ?". Le 12 avril 1992, quelques heures avant la dernière émission de La Cinq, le dernier Duel sur la Cinq oppose Nicolas Sarkozy à Julien Dray. 
- Le Journal de 12h45 : dès le 8 décembre 1990[8], la partie magazine et débat disparaît, et fait place au Journal de 12h45.

## Générique, habillage et décor
1987-1991 : l'apparition du satellite et le thème musical Ainsi parlait Zarathoustra, ont été choisies par Robert Hersant lui-même pour le générique du journal télévisé,.
Quant aux incrustations illustrant les sujets de reportage et le décor sur fond de régie, bleutée ou fond noir et le journal permanent (idée importée du Japon), ils sont dus à Christian Guy, ancien journaliste, rédacteur en chef et producteur du journal de La Cinq.

## Lieu de tournage
Les éditions ont été tournées depuis le siège de La Cinq au 241, boulevard Pereire dans le 17e arrondissement de Paris.

## Présentateurs et présentatrices

### En semaine
Titulaires
- De septembre 1987 à août 1991 : Jean-Claude Bourret
- De septembre 1991 à avril 1992 : Marie-Laure Augry

Remplaçants

### Le week-end
Titulaires
- De septembre 1987 à août 1988 : Guillaume Durand
- De septembre 1988 à août 1991 : Gilles Schneider
- De septembre 1991 au 12 avril 1992 : Jean-Claude Bourret

Remplaçants